# Biest (plein)
Een biest is een benaming voor een type plein uit de Frankische tijd. De naam zou afgeleid zijn van bies en betekent dus "plaats waar veel biezen groeien". 
Dit werd later dan veralgemeend tot "Centraal plein met dierendrinkplaats". Ook vandaag nog, is in vele dorpen en gehuchten van Frankische oorsprong, de biest nog redelijk herkenbaar door haar ligging en opvallende vorm. Zo is ze veelal driehoekig gevormd en centraal gelegen. 
De benamingen biest en bist zijn nog vaak terug te vinden in de toponymie van straatnamen en wijken. Zo is er het plein de Bist in Wilrijk en de wijken De Biest in Weert en Biest bij Waregem.